# Ołeksandr Hrekow

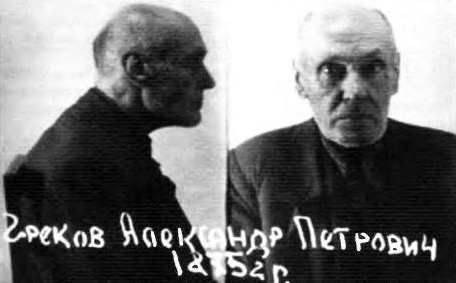
Ołeksandr Hrekow po aresztowaniu przez Smiersz, zdjęcie NKWD 1948

Ołeksandr Petrowycz Hrekow lub Hrekiw, ukr. Олександр Петрович Греков (Греків) (ur. 21 listopada?/3 grudnia 1875 we wsi Sopicz w powiecie głuchowskim guberni czernihowskiej, zm. 8 grudnia 1958 w Wiedniu) – ukraiński wojskowy, generał-chorąży Armii Ukraińskiej Republiki Ludowej.

## Życiorys
Ukończył prawo na Uniwersytecie Moskiewskim w 1897 r., w 1899 r. – Moskiewską Szkołę Wojskową, a w 1905 Nikołajewską Akademię Sztabu Generalnego. W czasie I wojny światowej był kolejno szefem sztabu 74 dywizji piechoty na Froncie Północno-Zachodnim, szefem sztabu 1 Dywizji Piechoty Gwardii, dowódcą Lejbgwardyjskiego Pułku Jegrów, szefem sztabu 6 Korpusu Armijnego,  generalnym kwatermistrzem 1 Armii. Od 1916 był generałem-majorem Armii Imperium Rosyjskiego.
Jesienią 1917 przybył do Kijowa. Od listopada 1917 w armii ukraińskiej, przeprowadził likwidację kijowskiego okręgu wojskowego armii rosyjskiej, był dowódcą ukraińskiego garnizonu Kijowa i wiceministrem spraw wojskowych w rządzie URL.
W 1918 dowódca „serdiuckiej” dywizji URL. Na przełomie 1918/1919 był ministrem obrony URL i pierwszym atamanem nakaźnym Armii Czynnej URL.
Od 9 czerwca 1919 naczelny dowódca UHA.  W lipcu 1919 w związku z konfliktem z władzami Zachodnioukraińskiej Republiki Ludowej, wyjechał z rodziną do Rumunii, później do Austrii, gdzie osiedlił się na stałe. W latach 1921–22 wydawał pismo Ukraina, zajmujące stanowisko propolskie, później wycofał się z życia politycznego. W 1946 otrzymał obywatelstwo austriackie. Jesienią 1948 zatrzymany przez Smiersz w Wiedniu, skazany na 25 lat łagru, więziony w zespole obozów koncentracyjnych Ozierłag pod Tajszetem. W 1956 uwolniony, powrócił do Wiednia.
Odznaczony Orderem Świętego Jerzego IV klasy, Orderem Świętego Włodzimierza III i IV klasy, Orderem Świętej Anny III i IV klasy, Orderem Świętego Stanisława II i III klasy.